# 菅實
菅 實（かん みのる、1884年？ - 1946年（昭和21年））は、日本の医師、政治家。新字体にて菅 実（かん みのる）と表記されることもある。菅納家重の子。第94代内閣総理大臣菅直人の祖父。
久米郡医師会会長、久米郡会議員などを歴任した。

## 経歴
岡山県出身。生家は江戸時代には村の庄屋を務めており、元は豪族であった。
旧制岡山県津山中学校（現・岡山県立津山高等学校）を経て岡山医学専門学校を卒業し、医師となる。岡山県病院で研修の後、1911年（明治44年）に津山市内で開業。1913年（大正2年）に郷里に戻って医業を続け、久米郡医師会長、郡会議員などを歴任。囲碁、俳諧の趣味も楽しみ、1946年（昭和21年）に62歳で死去。
近在の住民らの間では名医として知られたという。

## 栄典
- 1924年（大正13年）1月21日 - 正六位[3]

## 家族・親族
妻：妙子（岡山、杉治七郎七女）
娘：姫井千恵子（政治家）
千恵子は、岡山県浅口郡金光町（のちの浅口市）の姫井家に嫁ぎ、金光町議会の議員に選出されるなど、實と同様に地方政界で活躍した。金光町議会では議長にも就任。
息子：菅寿雄（実業家）
同妻：純子（広島、三谷良三長女、福山高等女学校卒業）
寿雄は、宇部曹達工業（のちのセントラル硝子）に技術者として入社し、セントラル硝子の常務や監査役などを歴任した。この寿雄の長男である菅直人と、千恵子の娘である伸子は、結婚し夫婦となった。のちに直人は第94代内閣総理大臣に就任する。
娘婿：津下健哉（医学者）
孫：菅直人（政治家）
孫：菅伸子（姫井千恵子の娘であり、菅直人の妻）
義孫：平地弘和（実業家）
曾孫：菅源太郎（政治活動家）